# Ksour Essef (délégation)
Ksour Essef est une délégation tunisienne dépendant du gouvernorat de Mahdia.
En 2014, elle compte 54 366 habitants dont 26 287 hommes et 28 079 femmes répartis dans 12 917 ménages et 19 445 logements.